# Holoadeninae
Holoadeninae is een onderfamilie van kikkers uit de familie Strabomantidae. De wetenschappelijke naam van de onderfamilie werd voor het eerst gepubliceerd door Stephen Blair Hedges, William Edward Duellman en Matthew P. Heinicke in 2008.
Er zijn 73 soorten in negen geslachten, sommige soorten zijn pas recentelijk bekend zoals de in 2016 beschreven soort Psychrophrynella chirihampatu. Alle soorten komen voor in delen van Zuid-Amerika en leven in de landen Bolivia, Brazilië, Colombia, Ecuador en Peru.

## Taxonomie
- Onderfamilie Holoadeninae
  - Geslacht Bahius Dubois, Ohler & Pyron, 2021
  - Geslacht Barycholos  Heyer, 1969
  - Geslacht Bryophryne  Hedges, Duellman & Heinicke, 2008
  - Geslacht Euparkerella  Griffiths, 1959
  - Geslacht Holoaden  Miranda-Ribeiro, 1920
  - Geslacht Microkayla  De la Riva, Chaparro, Castroviejo-Fisher & Padial, 2017
  - Geslacht Noblella  Barbour, 1930
  - Geslacht Psychrophrynella  Hedges, Duellman & Heinicke, 2008
  - Geslacht Qosqophryne  Catenazzi, Mamani, Lehr & von May, 2020